# Schiwopisny-Brücke
Die Schiwopisny-Brücke (russisch Живописный мост Schiwopisny most, wörtlich „Malerische Brücke“) ist eine am 30. Dezember 2007 in Moskau eröffnete Schrägseilbrücke über den Fluss Moskwa. Die Brücke ist die erste Schrägseilbrücke Moskaus und gleichzeitig die höchste dieser Art in Europa.

## Beschreibung, Besonderheiten
Die Brücke ist aus zwei Gründen ungewöhnlich. Zum einen überquert sie den Fluss Moskwa nicht in Quer-, sondern in Längsrichtung. Gleichzeitig wird ein Seitenarm der Moskwa in Querrichtung überquert und die Insel Serebrjany-Bor über eine Schnellstraße nach Moskau verbunden. Die Gesamtlänge von rund 1,5 Kilometern beinhaltet ein etwa 420 Meter langes und 47 Meter breites Stück, welches 
s-förmig und mittig über die Moskwa führt.
Einzigartig ist zum anderen der 105 Meter hohe Bogenpylon der Brücke, der im Gegensatz zu anderen Schrägseilbrücken nicht senkrecht oder schräg zur Fahrbahn steht, sondern sich in einem weiten und hohen Bogen über die Hauptspannweite erstreckt. Unterhalb des vom Pylon gebildeten Bogens ist eine scheibenförmige Aussichtsplattform angeordnet, die ein Turmrestaurant beherbergt. Das Gewicht dieser Konstruktion wird von 78 Kabeln getragen. Der Bogen aus Stahl hat eine Masse von 5000 Tonnen.

## Bilder

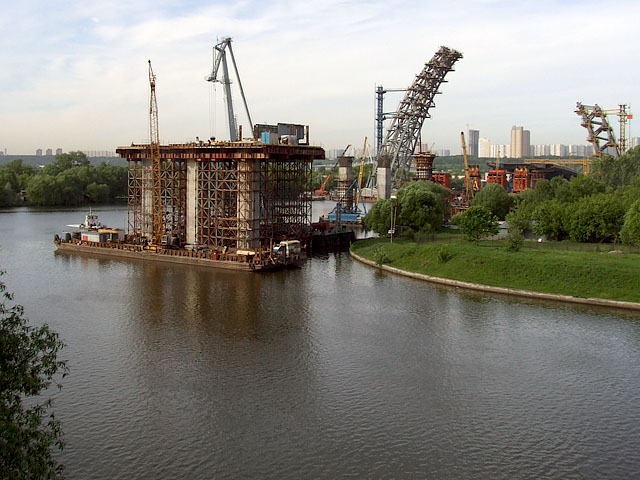
Baustelle Schiwopisny-Brücke im Juni 2006
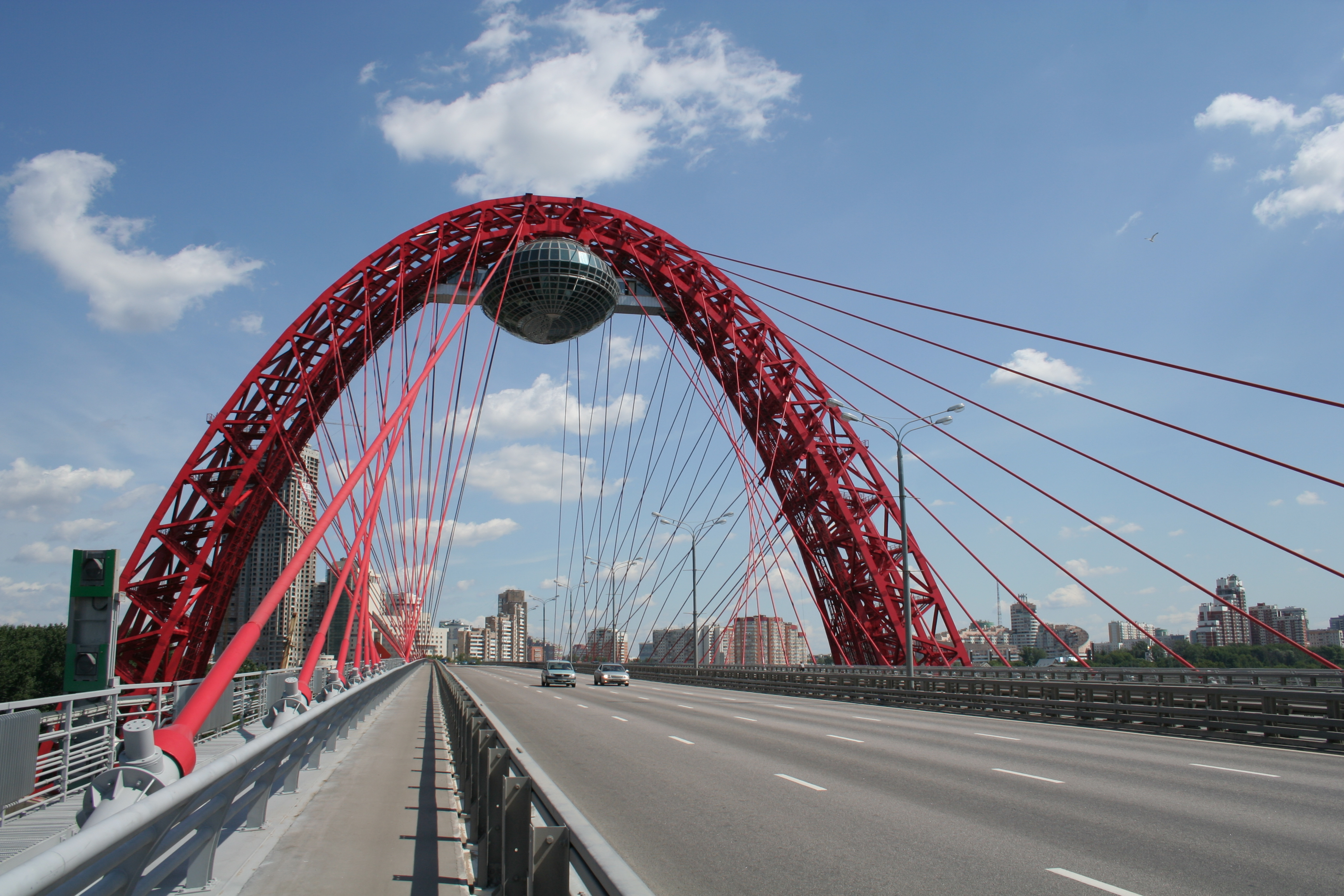
Auf der Brücke
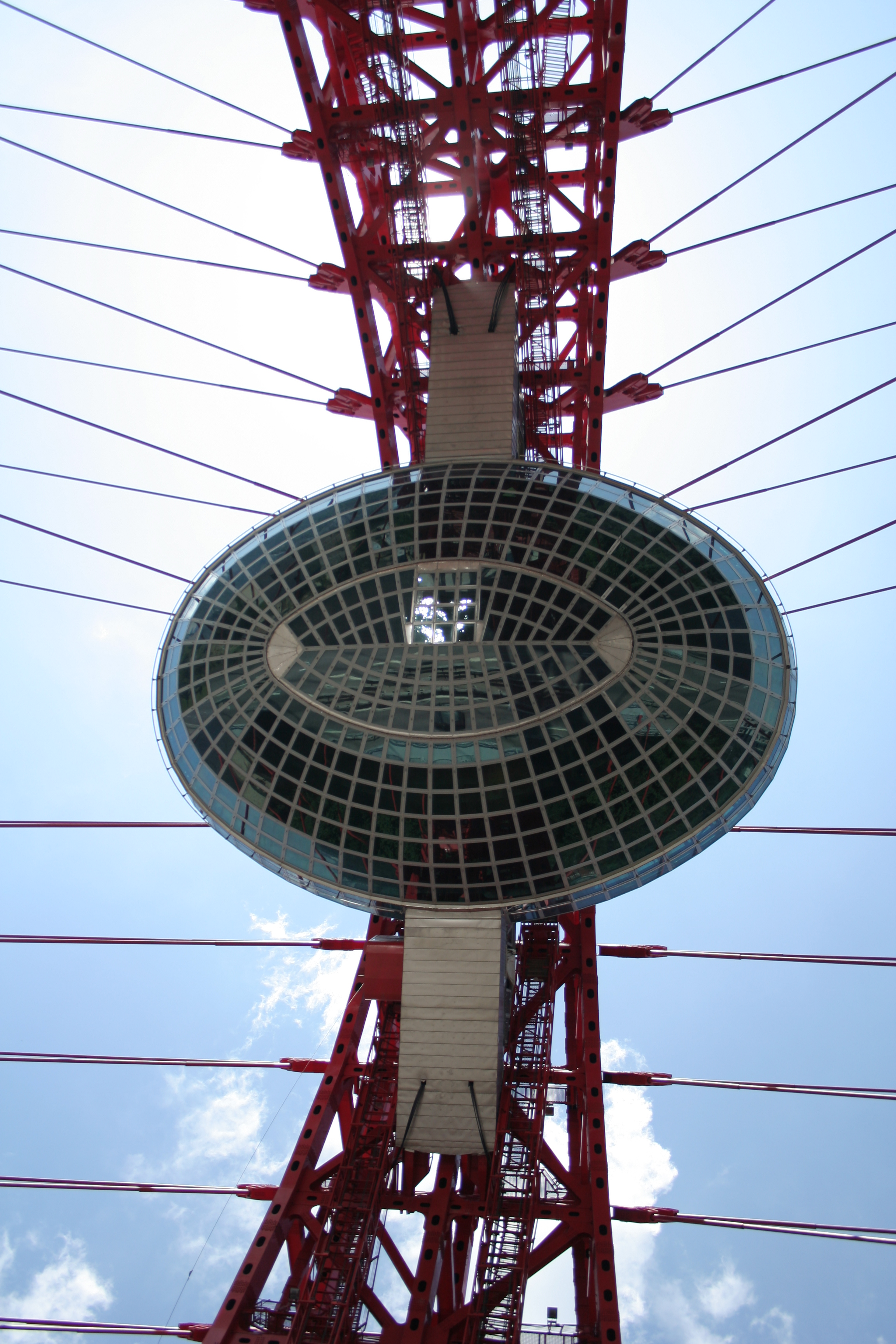
Aussichtsplattform, Ansicht von unten